# Novorondonia ropicoides
Novorondonia ropicoides är en skalbaggsart som först beskrevs av Stefan von Breuning 1962.  Novorondonia ropicoides ingår i släktet Novorondonia och familjen långhorningar.
Artens utbredningsområde är Laos. Inga underarter finns listade i Catalogue of Life.